# Constantin Fehrenbach
Pour les articles homonymes, voir Fehrenbach.
Constantin Fehrenbach est un homme d'État allemand, né le 11 janvier 1852 à Wellendingen et mort le 26 mars 1926 à Fribourg-en-Brisgau.
Il est chancelier du Reich de la république de Weimar, entre 1920 et 1921.

## Biographie

### Jeunesse et débuts politiques
Fehrenbach est le fils de Johann Fehrenbach, instituteur primaire. Conformément à la foi chrétienne de ses parents, Fehrenbach est tout d'abord destiné à la prêtrise. À partir de 1865, il fréquente le séminaire de Freiburg où il passe le baccalauréat en 1871. Il poursuit avec des études en théologie catholique à l'université Albert-Ludwig de Freiburg. Il se rend compte que le célibat exigé par la prêtrise n'est pas fait pour lui. C'est pourquoi il abandonne la théologie en 1874 et s'inscrit à la faculté de droit. Pendant ses études, il devient membre de la fraternité étudiante K.D.St.V. Hercynia Freiburg im Breisgau (de) mais aussi de la K.A.V. Suevia Berlin (de). En 1879, il réussit l'examen de stagiaire et dans le même temps épouse Marie Hossner (1855–1921), fille d'un avocat. Le couple aura une fille.
Après son stage et la réussite à l'examen d'assesseur, Fehrenbach s'établit en 1882 comme avocat à Freiburg. Il se spécialise alors comme avocat pénal et s'établit bientôt dans la bourgeoisie cultivée et s'affirme sur le plan de la politique locale. En 1884, il entre au conseil municipal de Freiburg comme représentant du Zentrum. En tant que président de l'association du Freiburger Münster et premier président de la chorale des hommes de Freiburg, Fehrenbach a de fortes attaches dans sa ville. De 1885 à 1887, il est député au Landtag dans la deuxième chambre du Parlement de Bade. Mais à cause de différents politico-religieux, il quitte le parlement avec son parti. Il revient plus tard, en 1901, sur la scène politique de Bade. Il défend les intérêts de ses électeurs jusqu'en 1913. Sa capacité à aplanir les tensions entre les partis se confirme en ce qui concerne le catholicisme politique. En 1907, il est élu président de la deuxième chambre de Bade avec la majorité du centre, des conservateurs et des libéraux. Il garde cette fonction jusqu'en 1908. Seul le SPD vote contre lui, ne voyant en Fehrenbach qu'un énième représentant de l'État monarchiste.

### Député

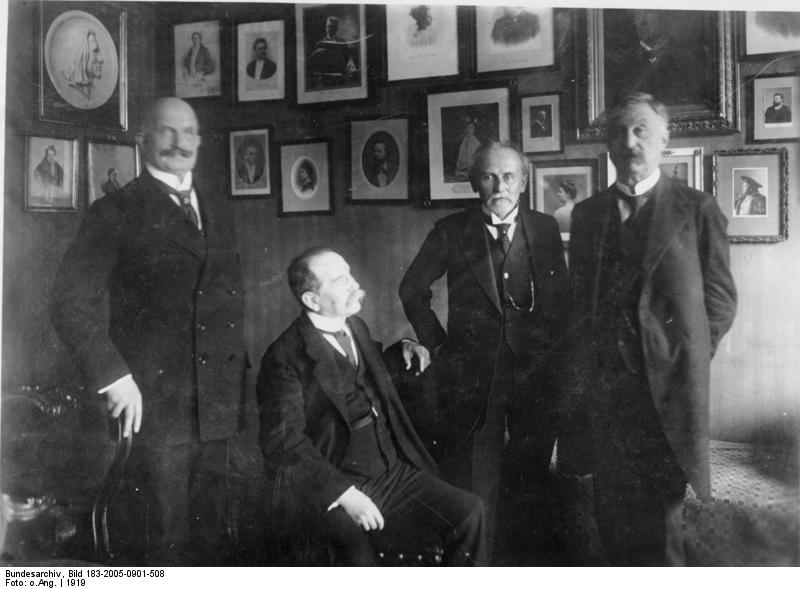
Fehrenbach en tant que président de l'Assemblée nationale (1919).

En 1903, Fehrenbach est élu député du Zentrum au Reichstag pour le cercle d'Ettenheim-Lahr. En 1909, Fehrenbach devient conseiller du nouveau chancelier Theobald von Bethmann Hollweg. Le 3 décembre 1913, il devient célèbre dans toute l'Allemagne grâce à un seul discours. Au cours de l'incident de Saverne, il se déclare contre l'état-major et se lance dans un plaidoyer impressionnant pour un État constitutionnel et contre l'armée en tant qu'État dans l'État. Fehrenbach obtient le soutien du Zentrum, de la SPD et du FVP. Par contre, même si sa critique s'adresse également au chancelier Bethmann Hollweg, Fehrenbach reste fidèle à ce dernier en ce qui concerne sa politique de réforme et sa politique étrangère. Pendant la Première Guerre mondiale, en tant que président du comité central du Reichstag, il est un soutien important de Bethmann dans sa politique de Burgfrieden. En juin 1918, Fehrenbach est élu président du Reichstag. Pour lui, les réformes de parlementarisation sont la preuve que l'empire a effectué un tournant vers la monarchie parlementaire. L'abdication de Guillaume II et la chute de la monarchie en novembre 1918 l'affectent profondément, lui qui est le soutien convaincu d'un empire progressiste et parlementaire. Sa tentative de rappeler l'ancien Reichstag pour conserver la monarchie échoue face Conseil des commissaires du peuple. Toutefois, les membres de l'Assemblée nationale de Weimar élisent Fehrenbach comme leur président, ce dernier s'étant prononcé pour un État de droit démocratique, en posant des réserves sur la forme étatique adéquate. Eduard David avait été élu à ce poste mais il avait démissionné après une protestation du Zentrum qui ne voulait pas laisser au seul SPD les trois postes les plus importants que sont ceux du Reichspräsident, du Reichsministerpräsident et du président de l'Assemblée nationale.

### Chancelier

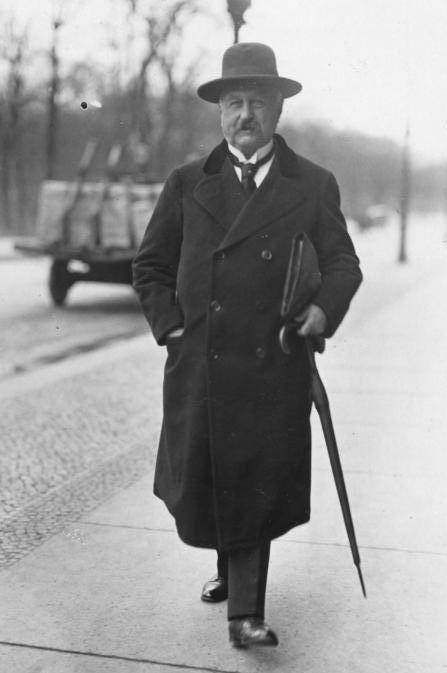
Constantin Fehrenbach (1921).

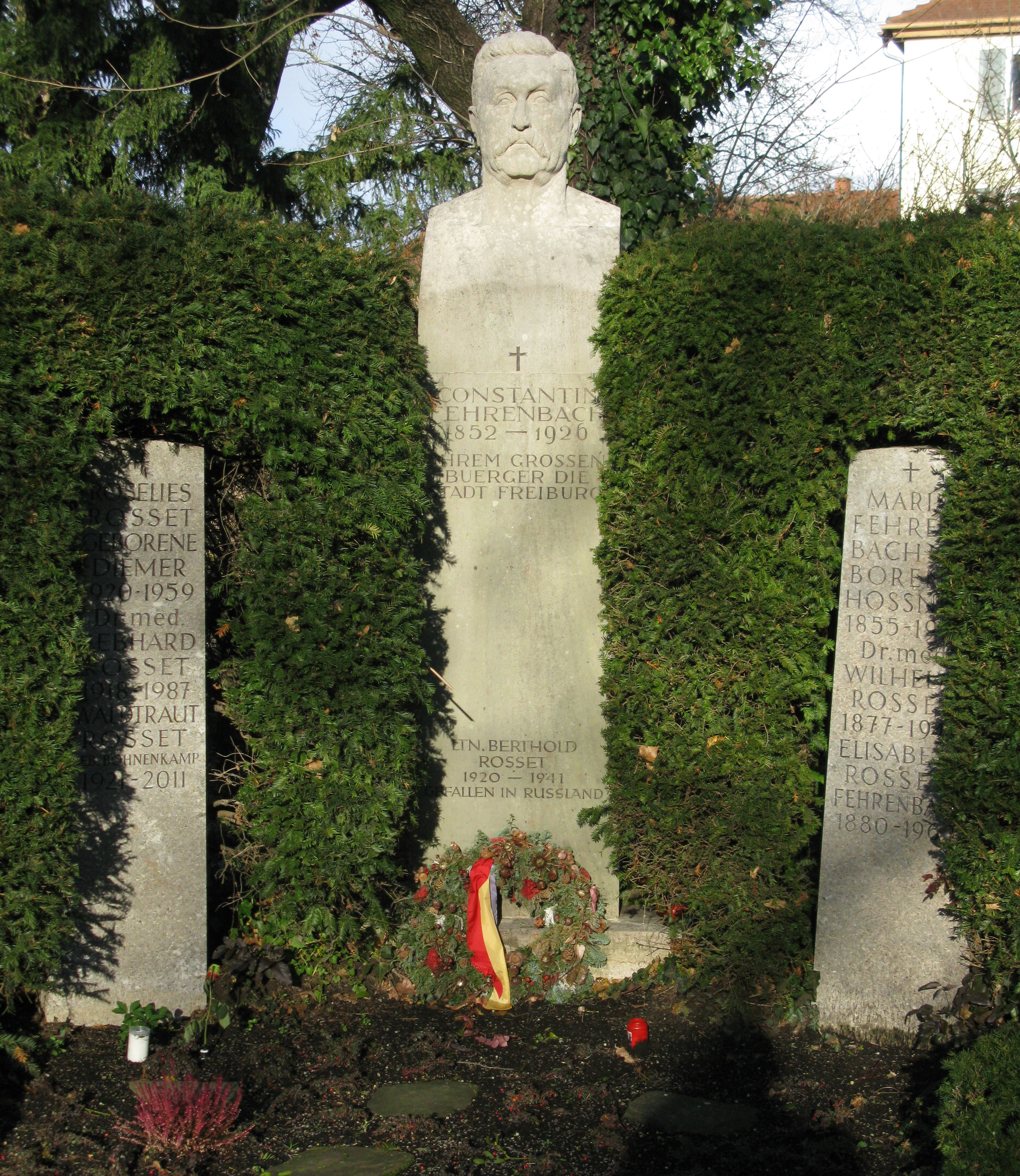
Cliché de la tombe de Constantin Fehrenbach dans le cimetière de Fribourg-en-Brisgau.

Les élections au Reichstag de 1920 brisent la Coalition de Weimar. Le SPD perd en effet de nombreuses voix récupérées par l'USPD. Un cabinet bourgeois minoritaire formé de représentants du Zentrum, du DDP et du DVP est mis en place mais ce dernier dépend sans cesse du soutien du SPD. On cherche alors un homme de la conciliation et l'on pense à Constantin Fehrenbach alors âgé de 68 ans. Il est alors un homme respecté dans le monde politique. Après de longues hésitations, il accepte un poste qu'il considère davantage comme un fardeau.
Sa mission la plus importante en tant que chancelier est la réalisation des clauses du Traité de Versailles. La question centrale qui se pose est celle des réparations. Fehrenbach mène une délégation lors de la conférence de Spa du 5 au 16 juillet 1920 à laquelle des représentants allemands sont admis pour la première fois. Dans son allocution aux représentants de l'Entente lors de cette conférence dont le point central est celui du désarmement, il demande d'accorder à l'Allemagne une force armée au moins doublée par rapport aux 100000 hommes que lui impose le traité de Versailles. Dans ses mémoires, le ministre Walter Simons souligne le fait que la délégation s'était mal préparée à la conférence en ne faisant aucune proposition concrète. Dans le même temps, le référendum sur le maintien de la province de Prusse-Orientale et de la Silésie supérieure dans l'Allemagne obtient une grande majorité de oui.
Le montant total et les modalités de paiement des réparations sont fixés début 1921 par les conférences de Paris et de Londres. La France estime le montant des réparations à 226 milliards de marks or. La conférence de Londres en fixe le montant à 150 milliards de marks or. Fehrenbach et son ministre des Affaires étrangères Walter Simons protestent contre la politique des vainqueurs qui menacent d'occuper la rive droite du Rhin. Cependant, le chancelier parvient avec la délégation allemande à ce que la somme des réparations soit diminuée par rapport à ce que prévoit le traité. Le montant final est alors fixé à 132 milliards. L'Entente lance l'Ultimatum de Londres pour forcer l'Allemagne à accepter le paiement des réparations. C'est ainsi que les divergences au sein de la coalition se font jour pour la première fois à la suite de la réponse à donner. Fehrenbach ne parvient pas à aller au-delà de ces divergences et démissionne avec son cabinet le 4 mai 1921, un an après sa prise de fonction. Sa capacité au compromis et à la conciliation ne lui ont pas permis de s'imposer, son action politique étant marquée par un manque criant d'initiative.

### Fin de vie
Après son mandat de chancelier, Constantin Fehrenbach reste actif politiquement. Choqué par l'assassinat du ministre des Affaires étrangères Walther Rathenau, il prend la présidence du Comité de défense contre l'antisémitisme (Verein zur Abwehr des Antisemitismus) auquel appartiennent d'autres personnalités politiques et culturelles comme Heinrich Mann ou Walter Goetz (de). En réaction aux meurtres politiques dans la république de Weimar, il soutient en tant que démocrate convaincu la création en 1924 de la Reichsbanner Schwarz-Rot-Gold. Jusqu'à sa mort, Fehrenbach reste président du groupe parlementaire du Zentrum au Reichstag.
Il meurt le 26 mars 1926 à l'âge de 74 ans. En tant que citoyen d'honneur de la ville de Fribourg-en-Brisgau, il est enterré dans une tombe d'honneur au cimetière central de la ville.